# Götz Hamann

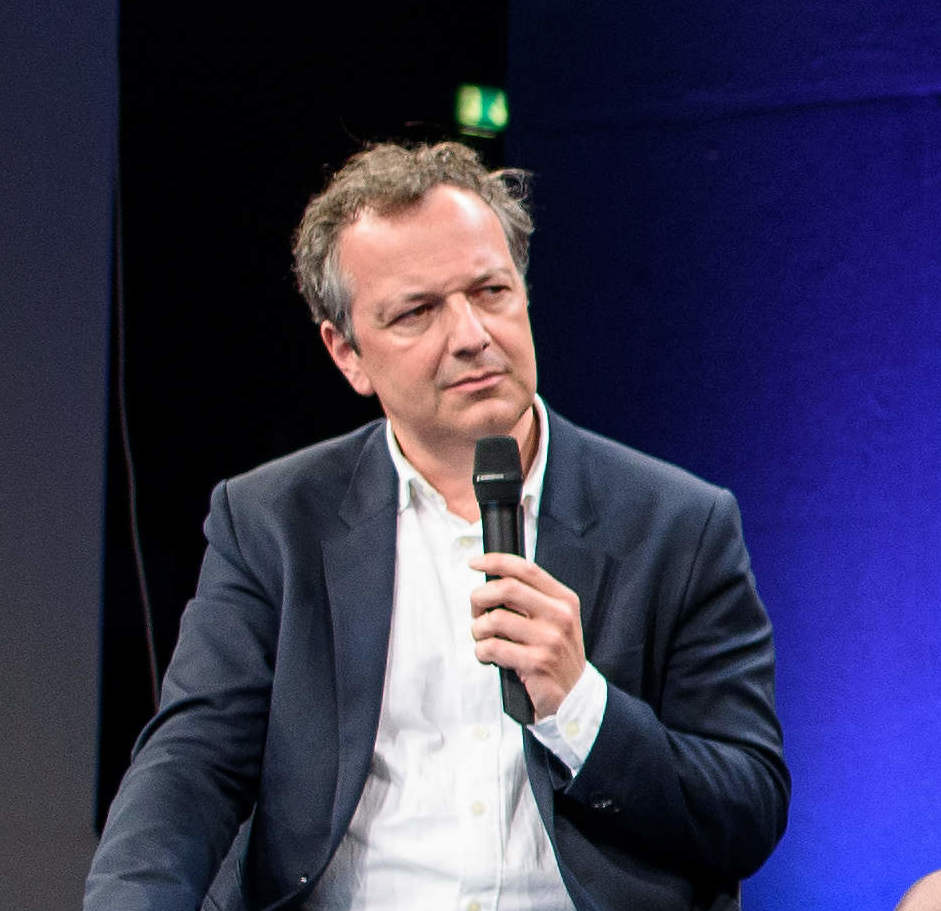
Götz Hamann (2018)

Götz Hamann (* 11. Dezember 1969 in Lüdenscheid) ist ein deutscher Wirtschaftsjournalist.

## Leben
Hamann absolvierte sein Studium an der Westfälischen Wilhelms-Universität in Münster.
Seine journalistische Laufbahn begann mit einem Volontariat bei der Frankfurter Allgemeinen Zeitung. Später war er einer der Gründungsredakteure bei der Financial Times Deutschland.
Seit September 2000 ist Hamann Wirtschaftsredakteur der Wochenzeitung Die Zeit. Er betreut dort die Schwerpunkte „Medien, Internet und Lobbyismus“. Seit 2008 ist er stellvertretender Leiter des Wirtschaftsressorts.
Hamann gehört zu den Initiatoren der Charta der Digitalen Grundrechte der Europäischen Union, die Ende November 2016 veröffentlicht wurde.

## Werke
- mit Cerstin Gammelin: Die Strippenzieher. Manager, Minister, Medien – wie Deutschland regiert wird. Econ, Berlin 2005, ISBN 3-430-13011-5.
- Beiträge in: Welt- und Kulturgeschichte. Epochen, Fakten, Hintergründe in 20 Bänden. Bucerius, Hamburg 2006, ISBN 3-411-17590-7.
- mit Thomas Fischermann: Zeitbombe Internet. Warum unsere vernetzte Welt immer störanfälliger und gefährlicher wird. Gütersloher Verlagshaus, Gütersloh 2011, ISBN 978-3-579-06682-0.

## Auszeichnungen
- 2018: Deutscher Reporterpreis, Kategorie „Investigation“ für Im Zwielicht[4]